# Salamanca (Guanajuato)
Salamanca (Otomí: Xidoo) ist eine Stadt mit ca. 160.000 Einwohnern und Hauptort der gleichnamigen Gemeinde (Municipio Salamanca) mit etwa 270.000 Einwohnern im Süden des mexikanischen Bundesstaats Guanajuato.

## Geschichte
Der Ort wurde am 1. Januar 1603 als "Villa de Salamanca" durch den Vizekönig Gaspar de Zúñiga y Acevedo gegründet, den fünften Grafen von Monterrey, der ursprünglich aus Salamanca (Spanien) stammte. Die Stadt wurde auf dem Gebiet Bajio gegründet, nachdem bereits Viehzüchter und arme Bauern, einige Spanier und kleine Gruppen von Otomi-Indianern, die früher ein Dorf namens Xidoo bewohnten, in der Gegend lebten.

## Bevölkerung
| Jahr      | 2000    | 2010    | 2020    |
| Einwohner | 137.000 | 143.838 | 160.682 |

Bei der Volkszählung 2020 betrug die Alphabetisierungsrate 97,3 Prozent. 86,3 Prozent der Einwohner waren römisch-katholisch, 6,7 Prozent waren Protestanten und 6,9 Prozent waren ohne Religion.

## Wirtschaft
In den letzten Jahren wurden zahlreiche Raffinerien eröffnet, und Salamanca hat sich rasch zu einem wichtigen Standort für das verarbeitende Gewerbe und den Dienstleistungssektor in der Region entwickelt. Die größte Pemex-Raffinerie in Mexiko befindet sich in Salamanca und ist auch eine der größten Rohölraffinerien der Welt. Der Autohersteller Mazda eröffnete 2014 ein Werk in Salamanca.

## Sport
Salamanca hat derzeit eine Fußballmannschaft namens Salamanca FC, die 2004 gegründet wurde.

## Bildung
In der Stadt befindet sich ein Zweig der Universidad de Guanajuato.

## Persönlichkeiten
- Flor Silvestre (1930–2020), Sängerin und Schauspielerin
- Erick Miranda (* 1982), Fußballschiedsrichter